# Sertões Cearenses
Sertões Cearenses è una mesoregione dello Stato del Ceará in Brasile.

## Microregioni
È suddivisa in 4 microregioni:
- Sertão de Cratéus
- Sertão de Inhamuns
- Sertão de Quixeramobim
- Sertão de Senador Pompeu